# Hiroki Mihara
Hiroki Mihara (三原 廣樹 Mihara Hiroki?), född 20 april 1978 i Saga prefektur, är en japansk före detta fotbollsspelare.
Mihara började sin karriär 1997 i Nagoya Grampus Eight. 1999 blev han utlånad till CS Universitatea Craiova. 2000 blev han utlånad till Sagan Tosu. 2002 flyttade han till Avispa Fukuoka. Efter Avispa Fukuoka spelade han för Consadole Sapporo och FC Ryukyu. Han avslutade karriären 2007.